# Marigold
Marigold är ett svenskt pop-band från Borlänge och Falun bestående av Daniel Wallsten (sång & gitarr), Johan Nordin (klaviatur) och Viktor Olsson (trummor).
Marigold bildades i Borlänge 2010 och sedan debutalbumet "Vagabond", som släpptes 2011, har de bland annat spelat på Peace & Love-festivalen, TV4:s Nyhetsmorgon, SXSW-festivalen (2014) i Austin, Texas, USA, The Original Oatly Break-Fest (2014) i London, och Sofar Sounds (2016). Bandets andra fullängdsalbum, "Allt kommer bli bra", släpptes 2015 och fick bland annat 5 stjärnor av tidningen Gaffa. Albumet tog bandet 4,5 år att färdigställa.
Under sommaren 2018 hörs den nya singeln ”Spiralen” på rotation på P3 och bandet gav sig även ut på en uppmärksammad turné som gick under namnet "A 2018 Random Pop-Up Caravan Tour". Turnén gjordes med deras egen portabla scen på slumpvis utvalda ställen i Europa.  

## Diskografi

### Album
- 2011 – Vagabond
- 2013 – Och så kom regnet (EP)
- 2015 – Allt kommer bli bra
- 2016 – Devenu Noir

### Singlar
- 2011 – Vagabond
- 2011 – You and I Know
- 2013 – (Jul) I vår Familj
- 2014 – Allt kommer bli bra
- 2014 – Last days of disco
- 2015 – Can't touch me
- 2016 – Kalahari
- 2016 – All that we have become
- 2017 – The Love
- 2018 – Revolution
- 2018 – Spiralen
- 2018 – Capable Of
- 2019 – Void

### Artiklar
- Nolltvå – Melankoliskt med Marigold[3]
- Dalarnas Tidningar – Marigold firar debuten[4]
- Dala-Demokraten – Organiskt, skitigt, elektroniskt[5]
- Absolut Noise – Allt kommer bli bra (first single from eponymous album) [6]
- Nordic by nature – Marigold - Allt kommer bli bra [7]
- Dalarnas Tidningar – Nu åker de till USA[8]
- Dalarnas Tidningar – En lång väntan är över[9]